# Alphestes multiguttatus
Alphestes multiguttatus är en fiskart som först beskrevs av Günther, 1867.  Alphestes multiguttatus ingår i släktet Alphestes och familjen havsabborrfiskar. IUCN kategoriserar arten globalt som livskraftig. Inga underarter finns listade i Catalogue of Life.